# سايامي خير
سايامي خير (ولدت في 29 يونيو 1992) ممثلة هندية قدمت أول أفلامها الهندية مع الممثل هارشفاردهان كابور في فيلم ميرزيا من إخراج راكيش أمبراكاش ميهرا  بناءً على الفولكلور البنجابي ميرزا ساهيبان. عملت أيضًا في فيلم التيلجو ري (2015).

## الحياة الشخصية
سايامي هي حفيدة الممثلة السابقة أوشا كيران والدتها أوتارا مهتر خير ملكة جمال الهند السابقة وابنة أخت تانفي عزمي.

## وصلات خارجية
- سايامي خير على موقع IMDb (الإنجليزية)
- سايامي خير على موقع قاعدة بيانات الفيلم (الإنجليزية)